# 榊原千絵
榊原 千絵（さかきばら ちえ）は、日本の人文地理学者。米シラキュース大学准教授。専門は文化地理学、文化人類学、北米先住民研究。

## 概要
愛知県知多郡出身。愛知県立大学在学中にオクラホマ大学に留学、愛知県立大学卒業後に、再びオクラホマ大学で、美術史と地理学を学び、2007年地理学でPh.D.を取得。2008年から2010年までコロンビア大学付属地球研究所講師。
主な研究対象は北米アラスカ先住民の環境観、口承、音楽など。　またアイヌやイヌイット等の先住民の暮しや伝統にも関心を寄せ、その生活を脅かす地球温暖化問題にも考察を広げる。